# Die Nase (Gogol)
Die Nase (russisch Нос – Nos) ist eine zu den Petersburger Novellen gehörende Erzählung des russischen Dichters Nikolai Wassiljewitsch Gogol aus dem Jahre 1836, die ihre Parodie der zaristischen Oberschicht hinter einer absurd-fantastischen Fassade versteckt. Der Dichter Alexander Sergejewitsch Puschkin, der selbst nach einem Spottgedicht u. a. auf den Kriegsminister nur durch Protektion einer Verbannung nach Sibirien entgehen konnte und dessen Werke vom Zaren persönlich zensiert wurden, ermutigte seinen jungen Dichterkollegen mehrfach, den 1835 von einer Zeitung zunächst abgelehnten Text dennoch für die Veröffentlichung umzuarbeiten.

## Handlung
Der Petersburger Barbier Iwan Jakowlewitsch findet beim Frühstück in seinem Brot eine Nase, die dem 37-jährigen Kollegienassessor Kowaljow gehört, den er mittwochs und sonntags rasiert. Voller Angst verpackt er die Nase und wirft sie von einer Brücke in die Newa. Kowaljow, der sich auch mit dem Titel eines Majors schmückt, stellt beim Erwachen fest, dass ihm seine Nase abhandengekommen ist. Als er sich deswegen auf den Weg macht, um dies beim Polizeihauptmann des Reviers zu melden, trifft er unterwegs seine Nase in menschlicher Gestalt in der Uniform eines Staatsrates. Fassungslos verfolgt er sie, spricht sie an, wird aber von ihr abgewiesen. Der Polizeihauptmann des Reviers ist bei Kowaljows erstem Besuch nicht anwesend, eine Zeitung lehnt eine Suchanzeige für die Nase ab und der Polizeihauptmann, den er beim zweiten Versuch antrifft, ist an seinem Fall nicht interessiert. Inzwischen hat sich in der Stadt das Gerücht über eine Nase, die täglich auf dem Newski-Prospekt spazieren gehe, verbreitet und zieht viele Neugierige an. Kowaljow kehrt ratlos nach Hause zurück, als ihm gemeldet wird, dass die Nase in dem Augenblick, da sie den Postwagen nach Riga besteigen wollte, festgenommen worden sei. Ein Polizist bringt sie Kowaljow in Papier eingewickelt zurück, dessen Freude aber nur kurz währt, da die Nase an ihrer alten Stelle nicht haften will. Alle Reparaturversuche schlagen fehl, auch ein Arzt kann nicht helfen. Zwei Wochen nach dem Verschwinden der Nase erwacht Kowaljow eines Morgens wieder mit seiner Nase im Gesicht, als ob nichts gewesen wäre.

## Narrative Selbstentwertung
Die Erzählweise weckt auf mehreren Wegen bewusst Zweifel an der Ernsthaftigkeit des Erzählten. „Wie sich herausstellt, ist die Erzählstimme von Die Nase eine besondere russische Form der unzuverlässigen Erzählung. […] Hier schreibt ein großartiger Schriftsteller, wie ein unanmutiger Schriftsteller schreibt, […] voll Anfängerfehler.“ Indem der Erzähler zu nicht-überzeugenden Lösungen greife und mit demonstrativer Inkompetenz erzähle, werde die Zuverlässigkeit der Erzählung mehrfach in Darstellung und Konstruktion von ihm selbst hintergangen: „So ist die Verlässlichkeit der Äußerungen des Erzählers schon von Anfang an in Frage gestellt.“
Beispielsweise wird der Übergang vom einleitenden Abschnitt mit dem Barbier-Protagonisten zum folgenden Hauptteil „von dichtem Nebel vollständig verhüllt“, der den Erzähler auch gegen Ende des Hauptteils ein zweites Mal davor schützt, das Verhalten der Obrigkeit, eines Streifenpolizisten und später, in Reaktion auf die inzwischen brodelnde Gerüchteküche, auch höherer Stellen beschreiben zu müssen: Die Passagen, „in denen sich das Geschehen ´im Nebel verliert´, erfüllen außerdem die Funktion, den Leser [...] auf Mängel [des Erzählers] und auf die Fiktionalität des Geschehens, das ´Gemachte´, aufmerksam zu machen.“ Darüber hinaus hat der einleitende Abschnitt mit der im frisch gebackenen Brot der Familie des Barbiers auftauchenden Nase keinerlei Bedeutung für die Handlung im Hauptabschnitt, da der Barbier seinem Kunden keine Wunde zugefügt und – dem Erzähler nach – die Nase in den Fluss geworfen hat. Ihr selbständiges Auftreten später außerhalb der Newa ist nach dieser Vorgeschichte nicht realistisch oder logisch zu erklären. Die Vorgeschichte hat daher keine Funktion außer der Dokumentation eben dieses handwerklichen Fehlers, der dabei hilft, die Erzählung von Anfang an in das fantastische Genre zu rücken. Claudia Erdheim weist darauf hin, dass 1827 in einer russischen Zeitschrift eine Geschichte über einen gebackenen Kopf erschienen ist, die Gogol inspiriert haben könnte.
Schon die Auslassungspunkte bei der Andeutung fehlender Qualifikation kaukasischer Kollegienassessoren verweisen auf die Umsicht des Erzählers bei der Veröffentlichung eines negativen Urteils. Auf diese Selbstzensur wird dann im Gespräch Kowaljows mit dem sich als fast Einzigem rational verhaltenden Beamten in der Anzeigenannahme angespielt, der auf die Gefahr für den Ruf seiner Zeitung hinweist, wenn „falsche Gerüchte publiziert werden“. Als Beispiel erwähnt er einen entlaufenen „Pudel“, der sich schließlich als „Pasquill“ herausgestellt habe, also als Verspottung eines verschwundenen Kassierers: Erzähler, Herausgeber und Leser haben offenbar auf die engen Grenzen erlaubter Äußerungen zu achten, deren Übertretung staatliche Reaktionen provoziert. Da die Obrigkeit einen Dieb eher selten mit einer Zeitungsannonce sucht, ist diese Passage sowohl ein Hinweis auf eine groteske polizeiliche Aktion als auch auf die gebotene Vorsicht eines Autors: „Es gibt drei Fassungen der Erzählung Die Nase. Die erste Fassung wurde mit der Begründung abgelehnt, die Novelle sei schmutzig, platt, abgeschmackt und trivial. [Nach der Ermutigung von Puschkin] überarbeitete Gogol aus Angst vor der Zensur zunächst die erste Fassung, später die dritte. [...] Schließlich ergänzte er die Erzählung durch einen ironischen Epilog, in dem er die Rezension in der konservativen Zeitschrift Die nördliche Biene [...] parodierte“ – und seine Erzählung selbst gründlich verriss.
Im einleitenden Satz kündigt der Erzähler an, einen sogar mit genauer zeitlicher Eingrenzung (zwischen dem 25. März und dem 7. April) versehenen „außerordentlich besonderen Vorfall“ realistisch zu erzählen: „Der erste Satz der Novelle, eine Bekanntmachung in offiziell juristischem Stil, suggeriert einen Tatsachenbericht.“ Gegen Ende de Erzählung tritt der Erzähler mit seiner ausführlichen Erläuterung der Unwahrscheinlichkeit seiner vorstehenden Erzählung einen weiteren Schritt zurück von seinem realistischen Anspruch des Anfangs. „Mit einem ausführlichen Schlusswort des Erzählers, das die Verwirrung des Lesers noch erhöht, klingt die Novella aus.“ Aber im Widerspruch hierzu besteht der Erzähler im vorletzten Satz dann doch noch auf der Relevanz seiner Erzählung: „Und trotzdem, wenn man darüber nachdenkt, so ist an alldem wahrhaftig etwas dran.“ In diesem Hin und Her gelinge es dem Erzähler, „alle Grenzen zwischen Realität und Fiktion zu verwischen“, wodurch der Leser auf die erforderliche Verschiebung seiner Aufmerksamkeit hingewiesen werde, darauf, „wie berichtet wird, und nicht so sehr, was berichtet wird.“ Die Wahrheit der Nase ist daher nicht in der vom Erzähler selbst kritisierten fantastischen Handlung von Verlust, Suche und Rückkehr der Nase zu finden, sondern in der Art und Weise der Figurenzeichnung: „Der ‘Sinn‘ der Erzählung ist gerade darin zu suchen, dass diese ‘gemachte‘ Erzählung schlecht, verkehrt, gemacht ist.“

## Textur der Motive
Der Text ist durchdrungen von Hinweisen auf die Deformationen einer historisch gealterten russischen Ständegesellschaft, die Äußerlichkeiten höher wertet als Leistung, den Schein mehr als das Sein. „Wir begreifen, dass die mekwürdige Logik der Erzählung nicht auf einem Irrtum neruht, […] sondern die wahrhaftige Logik des Universums darstellt.“ Deren Dysfunktionalität schildert der Erzähler beispielsweise durch die Andeutung von durch Protektion erlangten Titeln kaukasischer Kollegienassessoren. Und Kowaljow erwähnt auf der Suche nach seiner Nase zur Erzielung von Unterstützung gegenüber seinen Gesprächspartnern wiederholt seine gesellschaftlich höher stehenden Bekanntschaften. (Dagegen werden die einer unteren Schicht angehörenden Droschkenkutscher jedes Mal von ihren höher stehenden Kunden nur angeschrien.)
Neben der Protektion wird die Normalität der Korruption sinnfällig, indem das Vor- und Esszimmer des tollpatschigen Polizeihauptmanns mit Zuckerhüten „vollgestellt [ist], die ihm Kaufleute aus Freundschaft mitgebracht hatten“, obgleich er doch Geschenke von kleinen Staatsanleihen bevorzugt, da sie beim Aus-der-Tasche-fallen nicht zerbrechen. Der einfache Streifenpolizist aus der Vorgeschichte wird schon von drei Barbieren kostenlos rasiert und erhält nach der Rückgabe der Nase an Kowaljow ebenfalls Anleihen wie auch der zur Befestigung der Nase gerufene Arzt sie angeboten bekommt – der aber akzeptiert solche Extrabelohnungen nur, „um niemanden durch eine Ablehnung zu beleidigen.“
Diese Korruption hat System wie auch die außeramtliche Titelerweiterung bei den sich als „Majore“ ausgebenden Kollegienassessor-Kollegen und bei Kowaljow, dessen irgendwie personifizierte Majorsnase, mit Uniform drapiert und mit Kutsche und Lakai zum „Staatsrat“ gesteigert, sich unbefangen in der Öffentlichkeit zeigt. Dieses zentrale Geschehen der Verselbständigung der Nase und ihrer Erhöhung zum Staatsrat ist die wesentliche Allegorie der Dekadenz: Als handelnde Figur hat sie Körper, Stimme und Gesicht – aber diese personalen Eigenschaften werden nie auch nur angedeutet und interessieren den Erzähler nicht. Das fokussiert seine Botschaft: „Im Mittelpunkt steht hier der Statuswechsel der Nase, nicht ihre neue Form oder Größe.“
Kowaljow demonstriert die weite Verbreitung des Titelspiels, indem er Dritte nicht nur ausnehmend höflich, sondern mit bewusster Titelblähung anredet, den Hofrat beispielsweise, „den er immer Oberstleutnant nannte, insbesondere in Gegenwart von Fremden“, was dem Hofrat vor Dritten nur dann nicht peinlich sein muss, wenn diese Titelerweiterungen oder Erhöhungen eine verbreitete gesellschaftliche Gepflogenheit sind. Eine Spielform dieser bis ins Groteske gesteigerten Wichtigkeitsanmaßungen ist die vom in Petersburg noch stellenlosen Kowaljow für seine Promenaden angelegte Kette mit einer Vielzahl von Berlocken oder Siegelringen, auf denen unter anderem die Wochentage (!) eingraviert sind. Ebenso Kowaljows Kauf eines Ordensbandes, „man weiß nicht aus welchem Grund, war er doch selbst nicht Träger eines Ordens.“ Und selbst ein Lakai zeigt sich mit einem gern von den Spitzen der Gesellschaft getragenen „breiten Backenbart und einem ganzen Dutzend Kragen.“
Gegen diese Parodie gesellschaftlicher Konventionen der zaristischen Mittel- und Oberschicht wäre die Obrigkeit vermutlich eingeschritten, wenn die Erzählung ihre Glaubwürdigkeit nicht selbst immer wieder in Frage stellen würde. Aber durch diesen fantastischen Rahmen fand die rätselhafte Erzählung bei ihrem Erscheinen wenig Beachtung und wurde „vor allem nicht ernst genommen.“ Die Wirkung, wenn nicht sogar die Absicht der erzählerischen Fehler und des absurd-fantastischen Geschehens war daher die Verschleierung der parodistischen Konterbande und ihre narrative Navigation an den Klippen der Zensur vorbei.

## Interpretationen
„Es gibt Interpretationen, die den sozialen Aspekt hervorheben, den satirischen, blasphemischen, abergläubischen, fantastischen, psychoanalytischen oder absurden. [...] Meiner Meinung nach sind alle Interpretationen treffend und schließen sich nicht aus.“
Unter Berufung auf Puschkin wurde Die Nase oft als „Scherz“ gelesen oder als „schnelle Skizze“, als „Arabeske“ oder „komische Erzählung“, aber schon lange vor den die Sozialkritik hervorhebenden Bolschewiki sahen Kritiker in der Nase vor allem eine Kritik des Verhaltens bestimmter sozialer Klassen oder sie betonen heute eine primär sozialkritische Komponente.
Die Parodie der sich an Äußerlichkeiten orientierenden Gesellschaft wird auch mit Gogols Religiosität verknüpft, in der das wesentliche Motiv seiner Gesellschaftskritik vermutet wird. Gogol habe den Wert eines Menschen nicht in Ämtern und Würden, sondern in ethischen Maßstäben und seelischer Reife gesehen und allein die Hinwendung zu Gott hätte eine Rettung der Gesellschaft bewirkt. Aber keine Figur der Erzählung habe die Einsicht erlangt, „die für Gogol die einzige mögliche ist, nämlich, dass es um ihren göttlichen, nicht sichtbaren Kern geht, um ihren Platz in der Gotteswelt und nicht um das Äußere der trügerischen Alltagsrealität.“
„Die psychoanalytische Deutung sieht in der Nase ein Symbol von obszöner Doppeldeutigkeit, wie es etwa im Tristram Shandy von Sterne vorgebildet ist, an dessen vielschichtige Erzählmanier Gogol ohne Zweifel anknüpft.“ Unter dem Einfluss der Psychoanalyse wird die Verselbständigung der Nase auch als Persönlichkeitsspaltung interpretiert: „Die Nase ist sein wilder innerer Geist, der sich an den Zwängen des modernen Lebens reibt, […] der neu denken und leben und, ja, sich aufmachen kann, den Kontinent zu erobern.“ Da im Russischen der Titel Nos für Gesicht und Person stehe und diese Bedeutungen zusammenfallen, hat die Nase Kowaljows „die Form des Ich-Bildes angenommen [...] und dadurch auch das soziale Leben des Majors übernommen.“ Das russische Wort nos für Nase „von hinten gelesen ergibt son (coh) und heißt Traum. So wollte Gogol auch ursprünglich die Erzählung nennen“, in deren erster Fassung der Handlungsrahmen noch ein Traum gewesen war.
Die Abtrennung der Nase wird auch als Literarisierung der Angst vor Syphilis und Kastration interpretiert und mit z. B. Kowaljows Nasenpickel oder mit seinem in der Aufforderung an „hübsche Mädchen“ angedeuteten Sexualleben verbunden, nach der Wohnung des Majors zu fragen, sowie der Möglichkeit schwerer Gesichtsekzeme im dritten Stadium der Syphilis oder dem groben Hantieren des Barbiers mit seiner Rasierklinge. Da sich Kowaljow auch noch zu jung zum Heiraten fühlt, könnte seine Kastration nicht nur Trauma, sondern auch unterbewusster Wunsch der Hauptfigur sein, die so zum Vollzug der Ehe nicht mehr fähig wäre.
Lange Zeit sahen manche Kritiker – teils bis heute – in der Erzählung einen Versuch Gogols, das Genre der literarischen Groteske in einer Fingerübung auszuprobieren oder als Protest gegen die Sinnforderung in der Kunst ein Pamphlet für ein „l’art pour l’art“ zu schreiben. Möglicherweise habe Gogol auch die romantische Phantastik auf die Spitze treiben und ironisch parodieren wollen.
Dagegen weist eine neuere Interpretation des Slawisten Nils Meier darauf hin, dass Gogol eine solche Lesart vorhergesehen habe und zugleich ablehne. Gogol antizipierte, dass seine Leser die Erzählung als „absurde Phantasiegeschichten“ (russ.: нелепые выдумки) missverstehen werden, und macht sich darüber lustig; insbesondere gilt sein Spott jener verbreiteten Lesart, die von der inhaltlichen Sinnlosigkeit der Erzählung ausgeht. Deswegen vermutet Meier bei Gogol ein realistisches Anliegen und deutet dessen Erzählung als eine Allegorie des modernen, entfremdeten – eigentlich: des warenförmigen – Menschen.

## Adaptionen
- Die Nase, Oper in drei Akten von Dmitri Schostakowitsch (op. 15, 1927/28).
- Günter Eich bearbeitete Die Nase als Hörspiel (Produktion: NDR 1956).[28]